# Fünfstetten
Fünfstetten è un comune tedesco di 1 383 abitanti, situato nel land della Baviera.
Appartiene al distretto governativo (Regierungsbezirk) della Svevia, al circondario (Kreis) del Danubio-Ries (targa DON) e alla Verwaltungsgemeinschaft Wemding.